# Doddamedur, Belur
Doddamedur là một làng thuộc tehsil Belur, huyện Hassan, bang Karnataka, Ấn Độ.